# Forna (León)
Forna es una pedanía del municipio de Encinedo en la Comarca de La Cabrera (baja), en la provincia de León, comunidad autónoma de Castilla y León, en España.
Así describía Pascual Madoz, en la primera mitad del siglo XIX, a Forna en el tomo VIII del Diccionario geográfico-estadístico-histórico de España y sus posesiones de Ultramar:

Lugar en la provincia de León (17 leguas), partido judicial de Ponferrada, diócesis de Astorga, audiencia territorial y capitanía general de Valladolid, ayuntamiento de la Baña. Situado en una suave pendiente cerca de la orilla izquierda del río Cabrera. Tiene 80 casas cubiertas de paja o pizarra, y una iglesia parroquial (San Miguel), matriz de Losadilla, servida por un cura de ingreso y libre provisión. Confina Norte Escuredo; Este el anejo; Sur montañas divisorias de Zamora, y Oeste la Baña. El terreno es de buena calidad, y de regadío la mayor parte. Hay bosques de arbolado y mata baja. Los caminos son locales, carreteros y se hallan en buen estado. Producción: centeno, patatas, castañas, lino, heno y hortaliza; cría ganado vacuno, lanar y cabrío, y caza de jabalíes, corzos y cabras monteses. Industria: algunos molinos harineros. Población: 75 vecinos, 300 almas. Contribución con el ayuntamiento.
Pascual Madoz.

## Datos básicos
- Tiene una población de 12 habitantes (INE 2021).*